# Zaisenhausen (Mulfingen)
Zaisenhausen ist ein Teilort der Gemeinde Mulfingen im Hohenlohekreis im Nordwesten Baden-Württembergs mit (Stand 2010) 258 Einwohnern. Von den 637 Hektar Gemeindefläche sind 185 Hektar mit Wald bewachsen. Der Ort ist landwirtschaftlich geprägt; bis 1911 wurde auch Wein in Zaisenhausen angebaut.

## Geschichte

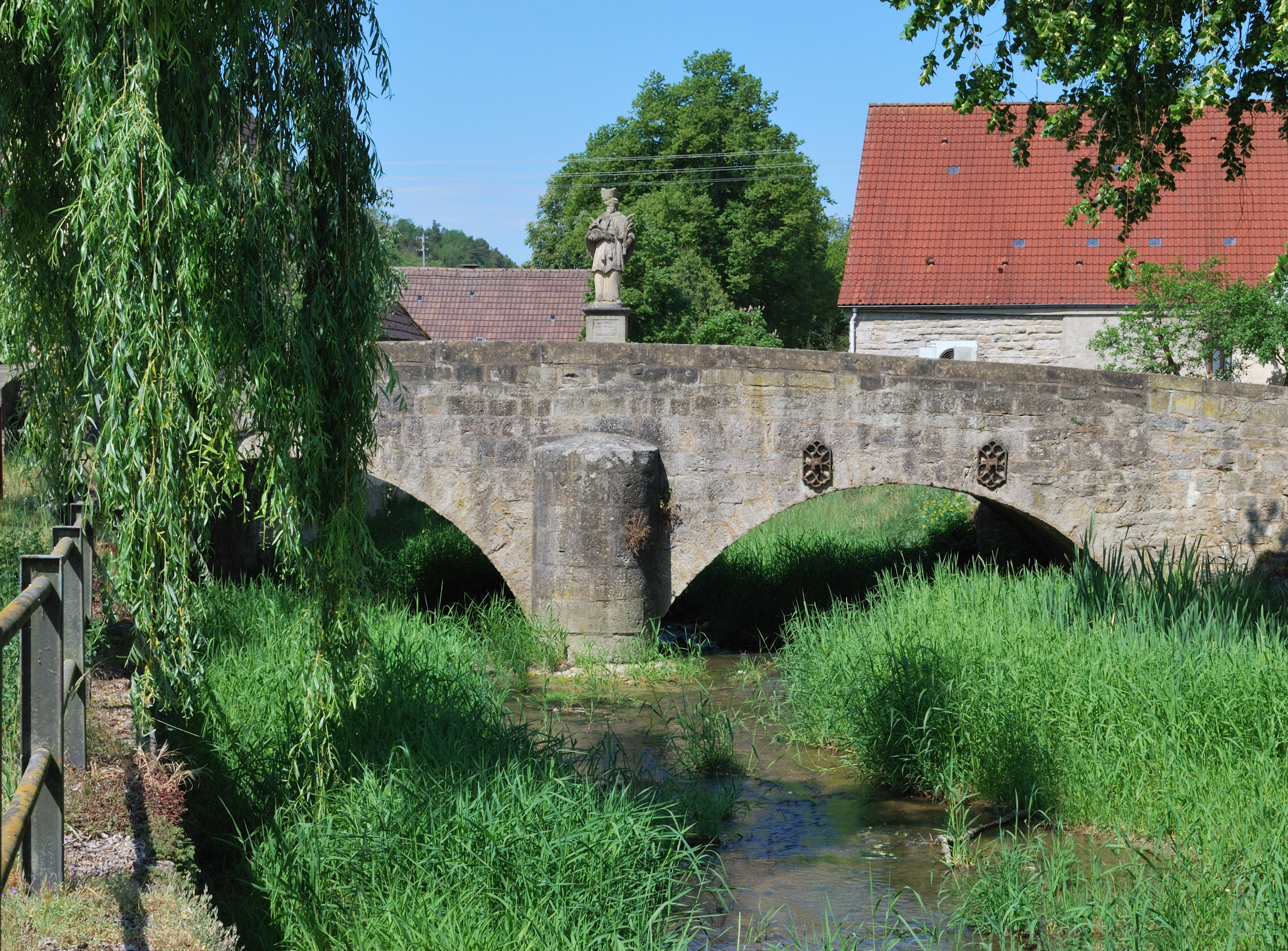
Nepomukbrücke

Zaisenhausen wurde im Jahr 1358 erstmals urkundlich erwähnt. 1616 wurde ein Rathaus erbaut, das zugleich als Schulhaus diente und als Wohnhaus an der Ettebrücke erhalten geblieben ist, und 1777 die St.-Georgs-Kirche.
Von 1666 bis 1806 gehörte Zaisenhausen zur Herrschaft von Würzburg, das ein Teil des Fränkischen Reichskreises war, danach zum Königreich Württemberg. Ab 1819 bildete Zaisenhausen zusammen mit Staigerbach eine Gemeinde. 1888 wurde das alte Rat- und Schulhaus durch einen Neubau ersetzt. Dieser ist erhalten geblieben und dient heute als Gemeindehaus. 1893 wurde eine Lourdesgrotte errichtet. 1911 erhielt Zaisenhausen eine Wasserleitung statt der bisher üblichen Wasserversorgung durch Brunnen. 1954/1955 wurde ein neues Rathaus errichtet, in dem heute die Ortsverwaltung ihren Sitz hat. Von 1968 bis 1970 wurde die Ette, die durch den Ort fließt, außerhalb der Ortschaft Richtung Bartenstein aufgestaut. Das Rückhaltebecken bietet 1,9 Hektar Staufläche. 1972 erfolgte die Eingemeindung nach Mulfingen. In den Jahren 1985 und 1986 wurde das alte Rat- und Schulhaus zum Gemeindehaus umgestaltet. 1994 kam Zaisenhausen beim Kreisentscheid im Wettbewerb Unser Dorf soll schöner werden auf den ersten Platz.
Ein historisches Bauernhaus aus Zaisenhausen wurde abgetragen und im Hohenloher Freilandmuseum Wackershofen wieder aufgebaut.

## Kultur und Sehenswürdigkeiten

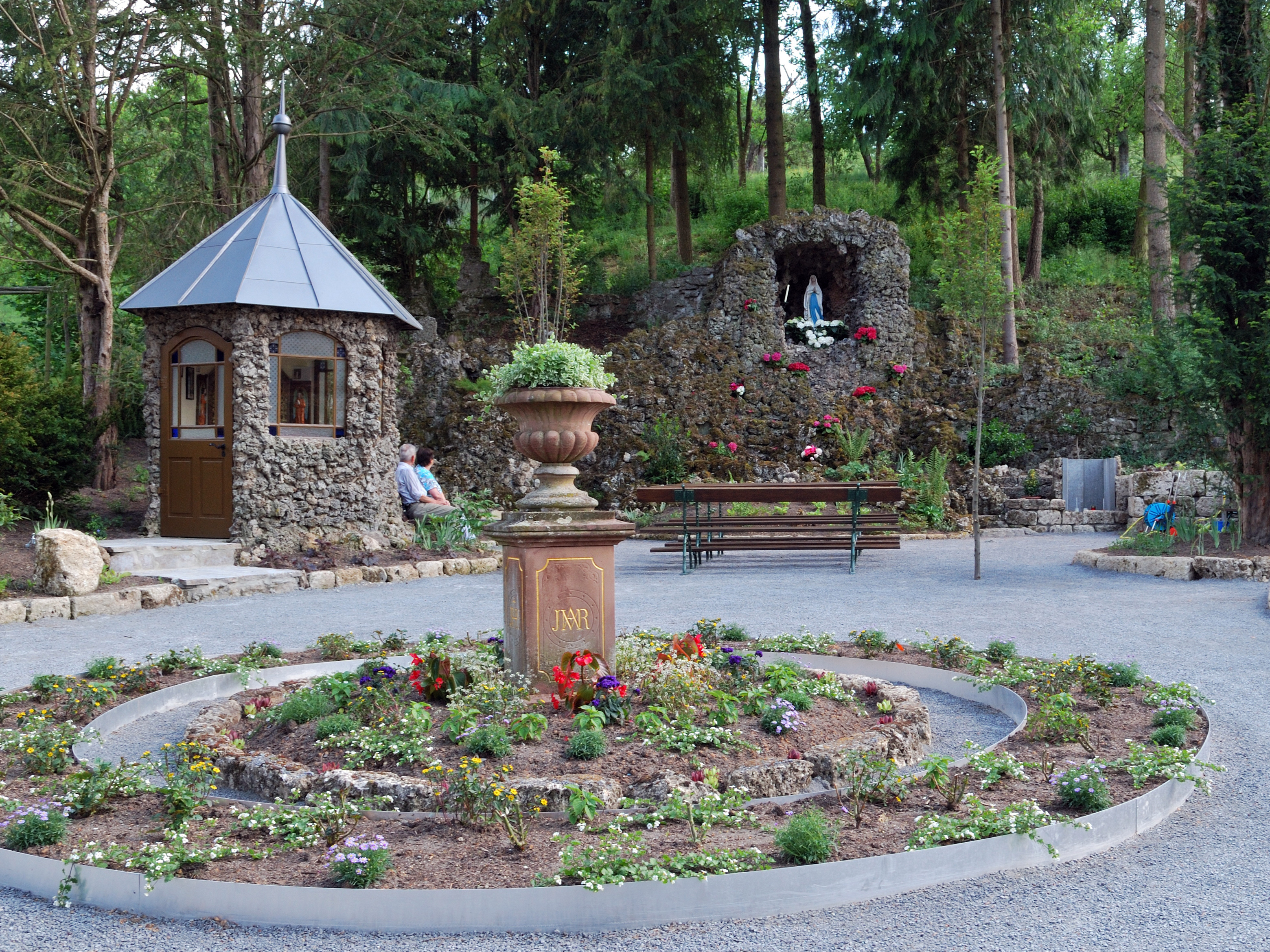
Lourdesgrotte

Im Ortskern befindet sich die zweibogige Ettebrücke mit einer Figur des heiligen Nepomuk. Die Ette wird innerorts von einer Lindenallee gesäumt.
1893 errichtete der Lehrer Vögele – ein Amtsnachfolger des Großvaters von Heiner Geißler, der von 1883 bis 1890 in Zaisenhausen Lehrer war – die Lourdesgrotte aus angeblich thüringischem Tuffstein zum Dank dafür, dass während einer langen Dürreperiode die Wasserversorgung in Zaisenhausen nicht zusammenbrach. Die Grotte bei der Zaisenhausener Quelle ist 6 bis 7 Meter hoch; davor befindet sich eine kleine Anlage mit einem Pavillon, in dem Gläubige mit Votivtafeln ihrem Dank für Erhörung ihrer Gebete Ausdruck verliehen haben, Bänken für die Andacht und einer als Urne stilisierten Vase, deren Sockel die Jahreszahl 1893 trägt. Die Lourdesgrotte von Zaisenhausen gilt als die größte ihrer Art im süddeutschen Raum, wurde zum hundertjährigen Jubiläum renoviert und ist heute eine Station auf einem der Pfade der Stille in der Region. In dem Gebiet zwischen Berlichingen und Zaisenhausen gibt es insgesamt 13 Lourdesgrotten; die in Zaisenhausen ist eine der ältesten.
In Zaisenhausen gibt es außerdem ein privates Gehege mit Damhirschen.

## Brauchtum
Jeweils am dritten Fastensonntag des Jahres wird die Winteraustreibung durch den „Butz“ gefeiert.